# Таотай

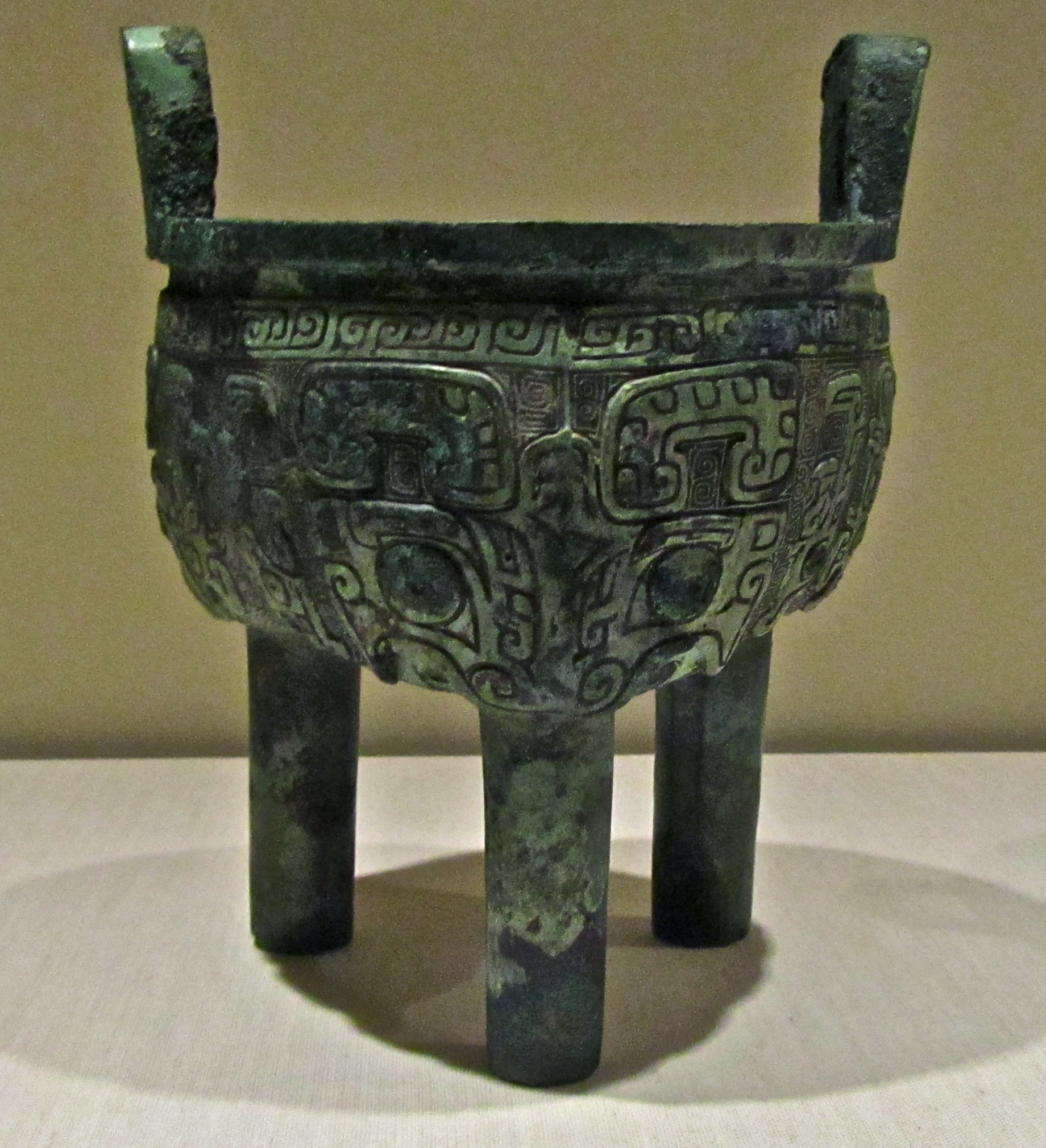
Дін з орнаментом у вигляді таотьє.

Таотьє́ (кит.: 饕餮; піньїнь: tāotiè, «ненажера») — у китайській міфології ненажерливе і жорстоке чудовисько, п'ятий син короля драконів. Також — назва орнаменту у вигляді цього чудовиська, присутнього на бронзових виробах династій Шан і Чжоу (1600—221 рр. до н. е.). У сучасній китайській мові переносно — ненажера, тевкало, жаднюга, скнара.

## Опис
Таотє — звір-людожер, зовнішній вигляд якого суттєво відрізнявся під час різних епох. Найчастіше його зображували у вигляді голови без тіла або навіть у вигляді одного шлунка. Існує й інший опис цього дракона: він має одну голову, від якої відходять відразу два тулуби; один — наліво, другий — направо. З шести лап дві передні служать двом його тілам одночасно.
Також існує зображення таотє, де він схожий на тигра, дракона і людину.
Таотє часто зустрічається на ритуальному посуді для жертвоприношень і на сокирах Юе (鉞), які використовувалися для обезголовлювання жертв.

### Етимологія
Своє нинішнє ім'я — таотє — отримав на основі його першого опису в трактаті «Люйши Чуньцю» («Весни і осені пана Люй Бувея», III ст. до н. е.) як персонажа з величезними очима і рогами, і може бути перекладене як «ненажера», ймовірно, за його величезний рот.

### В китайських міфах
Згідно з міфом про таотє, він пожирав людей, але не міг насититися і врешті-решт луснув від переїдання.
За іншою версією, був настільки злісним та ненажерливим, що в пориві неконтрольованої люті з'їв власне тіло, тому і має вигляд голови без тулуба.

### Зображення на посудинах
Найчастіше зображення цього духа розташовувалося фронтально по центру ритуальних посудин — істота з рогами на голові, великими очима й іноді відстовбурченими вухами. Поруч з ним зустрічаються і інші зображення, наприклад, невеликих духів ґуй, які, навпаки, ніколи не займають центрального положення. Це зазвичай рептилеподібні істоти, найчастіше схожі на змій з ногами і невеликими ріжками або видовженими вухами. Зустрічаються також істоти, схожі на традиційних китайських драконів (лун), але в будь-якому випадку саме таотє був центром культової практики людей епохи Шан.

### Символізм
Незвичайна форма істоти була символом переїдання і слугувала пересторогою тим, хто відрізнявся своєю жадібністю та невгамовним апетитом.

## У кіно
- Велика стіна (фільм) (2016)